# 楊康
楊康（よう こう、簡体字: 杨康、拼音: Yáng Kāng）は、金庸の武俠小説『射鵰英雄伝』に登場する架空の人物。主人公･郭靖の義兄弟ながら、たびたび郭靖と対立した裏の主人公とも言える人物。なお、『神鵰剣俠』の主人公、楊過の父親でもある。初期は郭靖を圧倒的に凌ぐ武芸の腕前を持っていたが、中盤で驚異的な成長を見せる郭靖には及ばず、もっぱら頭脳で郭靖らに敵対することになった。

## 生涯
作中の記述によれば、慶元6年(1200年)生まれ。まだ母親の胎内にいたころ、金の皇子、完顔洪烈によって村を滅ぼされ、母親は完顔洪烈の妻となる。このため、幼少期は完顔洪烈を父親だと思っており、完顔康と名乗っていた。少年期には全真教の丘処機に弟子入りして武芸を学ぶ。眉目秀麗で聡明であったが、金の王族としての自尊心が強く、傲慢な振る舞いが多かったため、師匠の丘処機すら楊康をもてあましていた。
18歳になると、丘処機と江南七怪との約束に従い、江南七怪の弟子・郭靖と試合をすることになる。武芸の腕前としては郭靖を圧倒していたが、穆念慈などを公然と侮辱した楊康の素行の悪さが問題となり、「武を志す者にとって武芸の腕前など末枝端葉。郭靖の義俠心、人格とは勝負にならない」と師匠の丘処機が不戦敗を宣言。実際に試合をせずに負けてしまう。またこの年、丘処機から実際の父が楊鉄心であること、自身が漢民族だということを告げられる。このとき、両親の住んでいた牛家村を滅ぼした実行犯である段天徳を怒りにまかせ撃ち殺し、以後は「完顔」でなく「楊」姓を名乗ることにし、郭靖と義兄弟となる。
しかし、これまで父として自分に愛情を注いでくれた完顔洪烈と敵対することについて悩み、結局は金側に戻る。そして、新しい師匠・梅超風から学んだ「九陰白骨爪」で江湖に惨劇をもたらし、また黄蓉が持っていた打狗棒（丐幇の幇主の証）を偶然に入手すると、幇主の名をかたり、金に反抗する丐幇の勢力を撤退させようと計画した。この行動のため作中では売国奴との評価を受けている。
最終的には、鉄槍荘で悲惨な最期を遂げてしまう。このとき、恋人だった穆念慈は楊康の息子を孕んでいたが、楊康自身は、結局それを知ることもなく命を散らした。

## 死後
楊康の最期があまりにも悲惨なものだったため、楊過は早逝した母親から父について何も教えてもらうことができず、漠然と「自分の父は優しくて、立派な人だったに違いない」と信じたまま成長した。また、楊過の後見人となった郭靖、黄蓉なども楊康の話題をタブーとしたため、楊過が父親について正確な情報を得たのは相当遅い時期になってからであった。楊過は父が売国奴と聞かされ悲しむものの、楊康について屈辱的な記載がされていた墓碑を新しい物に変えさせている。

## 備考
楊康が最終的に宋でなく、異民族である金についた点に関し、作中では完顔洪烈に抱いていた父親としての思いを捨てられなかったから、また金の王族として富貴を極める生活を捨てることができなかったから、と説明されている。彼の息子である楊過を主人公とするアニメ『神鵰侠侶 コンドルヒーロー』ではこの点に関しかなり好意的な評価がされており、馮默風の説明によれば「楊康は宋と金の板ばさみになり、思い悩んだが当時落ち目だった金と父親を捨てることができなかった。そして、心ならずも売国奴の汚名を得てしまった…」と悲劇性が強調されている。原作でも穆念慈に対し、「今の金で富貴など…」と発言するシーンや、完顔洪烈のために優しい態度を取るシーンが見られる。
現実問題として、当時の金はモンゴル帝国の台頭により国力が相当低下しており、『射鵰英雄伝』の時代(1200年~1220年ごろ)から10年少々たった1234年に滅亡している。
逆に、プレイステーションソフト、『射鵰英雄伝』などは王族としての富貴に目がくらんだ人物としての面が強調されており、あまりいい人間には描かれていない。

## 家系図
| 楊再興 |        |        |        |        |        |      |      |        |        |        |        |                      |        |        |        |        |        |        |        |        |        |
|        |        |        |        |        |        |      |      |        |        |        |        |                      |        |        |        |        |        |        |        |        |        |
|        |        |        |        |        |        |      |      |        |        |        |        |                      |        |        |        |        |        |        |        |        |        |
| 楊鉄心 | 楊鉄心 | 楊鉄心 | 楊鉄心 | 楊鉄心 | 楊鉄心 |      |      | 包惜弱 | 包惜弱 | 包惜弱 | 包惜弱 | 包惜弱               | 包惜弱 |        |        |        |        |        |        |        |        |
| 楊鉄心 | 楊鉄心 | 楊鉄心 | 楊鉄心 | 楊鉄心 | 楊鉄心 |      |      | 包惜弱 | 包惜弱 | 包惜弱 | 包惜弱 | 包惜弱               | 包惜弱 |        |        |        |        |        |        |        |        |
|        |        |        |        |        |        |      |      |        |        |        |        |                      |        |        |        |        |        |        |        |        |        |
|        |        |        |        | 楊康   | 楊康   | 楊康 | 楊康 | 楊康   | 楊康   |        |        | 穆念慈               | 穆念慈 | 穆念慈 | 穆念慈 | 穆念慈 | 穆念慈 |        |        |        |        |
|        |        |        |        | 楊康   | 楊康   | 楊康 | 楊康 | 楊康   | 楊康   |        |        | 穆念慈               | 穆念慈 | 穆念慈 | 穆念慈 | 穆念慈 | 穆念慈 |        |        |        |        |
|        |        |        |        |        |        |      |      |        |        |        |        |                      |        |        |        |        |        |        |        |        |        |
|        |        |        |        |        |        |      |      | 楊過   | 楊過   | 楊過   | 楊過   | 楊過                 | 楊過   |        |        | 小龍女 | 小龍女 | 小龍女 | 小龍女 | 小龍女 | 小龍女 |
|        |        |        |        |        |        |      |      | 楊過   | 楊過   | 楊過   | 楊過   | 楊過                 | 楊過   |        |        | 小龍女 | 小龍女 | 小龍女 | 小龍女 | 小龍女 | 小龍女 |
|        |        |        |        |        |        |      |      |        |        |        |        |                      |        |        |        |        |        |        |        |        |        |
|        |        |        |        |        |        |      |      |        |        |        |        |                      |        |        |        |        |        |        |        |        |        |
|        |        |        |        |        |        |      |      |        |        |        |        | 黄衫の女 ※子孫と推測 |        |        |        |        |        |        |        |        |        |